# San Miguel de Chipillico
San Miguel de Chipillico es un caserío peruano ubicado en el distrito de Las Lomas, perteneciente a la provincia y departamento de Piura, al norte del Perú. 

## Ubicación
San Miguel de Chipillico se ubica al noreste de la provincia de Piura, en el distrito de Las Lomas, en el departamento de Piura.

## Demografía
En 2017 San Miguel de Chipillico tenía una población de 202 habitantes.